# Chevy Chase (Maryland)
Pour l'acteur homonyme, voir Chevy Chase
Chevy Chase est une ville américaine de 9 545 habitants (2010) située dans le comté de Montgomery au Maryland. Ville résidentielle de la banlieue de Washington.

## Économie
La ville héberge notamment le siège de l'Howard Hughes Medical Institute, celui de l'organisation 4-H et le Hall of Fame du baseball féminin.

## Personnalités
- Evans Hayward (1922-2020), physicienne américaine, est morte à Chevy Chase.